# Metro van Belo Horizonte
De metro van Belo Horizonte is een openbaarvervoersysteem in de Braziliaanse stad Belo Horizonte, Minas Gerais. De provinciehoofdstad telt inclusief voorsteden ruim vijf miljoen inwoners. Het systeem kent een lijn, die in 1986 opende met zes stations en daarna nog enkele keren werd uitgebreid in noordelijke richting tot het netwerk de huidige grootte kreeg in 2002. Het systeem heeft een lengte van 28,8 km, telt 29 stations en vervoert 160.000 passagiers per dag.
Een tweede lijn zal in de toekomst bij station Calafate aansluiten op het bestaande systeem en in zuidwestelijke richting lopen naar Barreiro. Dit bouwproject startte in 1998 en het plan is zes stations op de tien kilometer lange uitbreiding dienst te laten doen. Een derde lijn bevindt zich in de studiefase.

## Lijnen
| Lijn | Eindpunten           | Geopend | Lengte  | Stations |
| ---- | -------------------- | ------- | ------- | -------- |
| 1    | Eldorado ↔ Vilarinho | 1986    | 28,8 km | 19       |
| 2    | Barreiro ↔ Hospitais | ?       | 16,5 km | 11       |

## Galerij

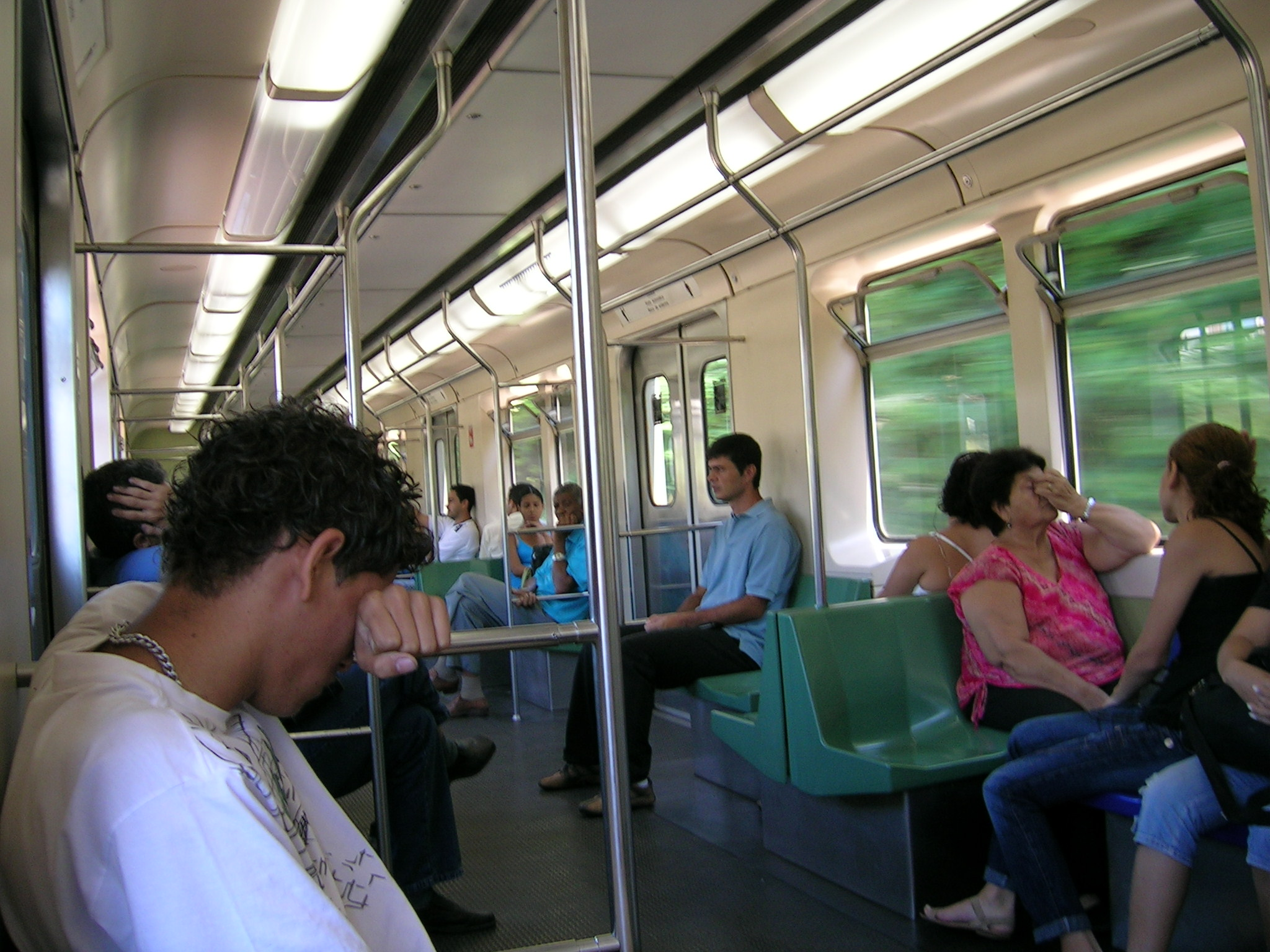
Interieur van een metrotrein
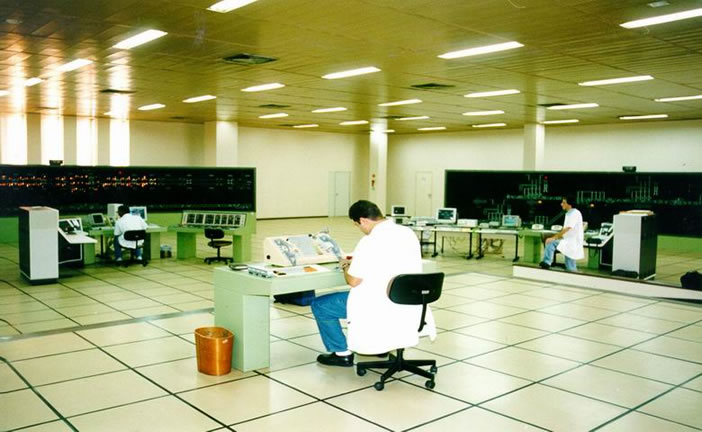
Controlekamer van de metro